# Trofeo Città di San Vendemiano 2025
De 65e editie van de wielerwedstrijd Trofeo Città di San Vendemiano vond plaats op 13 april 2025. De 163 deelnemers moesten 171,6 kilometer in en rond San Vendemiano afleggen. De wedstrijd maakte deel uit van de UCI Europe Tour, met de categorie 1.2U. Door die categorie was de wedstrijd enkel toegankelijk voor beloften. De Oostenrijker Marco Schrettl won, voor de Mexicaan José Juan Prieto en Filippo Agostinacchio uit Italië.

## Uitslag
| Plaats  | Naam                  | Ploeg                              | Tijd     |
| ------- | --------------------- | ---------------------------------- | -------- |
| Winnaar | Marco Schrettl        | Tirol KTM Cycling Team             | 3u54'41" |
| 2       | José Juan Prieto      | Petrolike                          | + 9"     |
| 3       | Filippo Agostinacchio | Biesse-Carrera-Premac              | z.t.     |
| 4       | Filippo Turconi       | VF Group-Bardiani CSF-Faizanè      | z.t.     |
| 5       | Mychajlo Basaraba     | UC Monaco                          | z.t.     |
| 6       | Lorenzo Masciarelli   | MBH Bank Ballan CSB                | z.t.     |
| 7       | Dean Harvey           | Martigues SC Payden-Rygel          | z.t.     |
| 8       | Ronan O'Connor        | Skyline                            | z.t.     |
| 9       | Lorenzo Nespoli       | MBH Bank Ballan CSB                | + 13"    |
| 10      | Lachlan McNabb        | Martigues SC Payden-Rygel          | + 1'12"  |
| 11      | Alessandro Borgo      | Bahrain Victorious Dev.            | + 1'19"  |
| 12      | José Antonio Prieto   | Petrolike                          | z.t.     |
| 13      | Alessandro Cattani    | Technipes #inEmiliaRomagna         | z.t.     |
| 14      | Lorenzo Conforti      | VF Group-Bardiani CSF-Faizanè      | z.t.     |
| 15      | Manuel Oioli          | MBH Bank Ballan CSB                | z.t.     |
| 16      | Nicolò Arrighetti     | Biesse-Carrera-Premac              | z.t.     |
| 17      | César Macías          | Petrolike                          | z.t.     |
| 18      | Tommaso Bambagioni    | UC Trevigiani-Energiapura Marchiol | z.t.     |
| 19      | Oliver Sims           | Pogi Team Gusto Ljubljana          | z.t.     |
| 20      | David Paumann         | Tirol KTM Cycling Team             | z.t.     |